# Independence Day (phim 1996)
Independence Day (Ngày độc lập) là một bộ phim khoa học viễn tưởng của Mỹ năm 1996 nói về thảm họa xâm lược của người ngoài hành tinh vào Trái Đất. Có sự xuất hiện của các ngôi sao điện ảnh như Will Smith, Bill Pullman, Jeff Goldblum, Mary McDonnell, Judd Hirsch, Margaret Colin, Randy Quaid, Robert Loggia, James Rebhorn, Vivica A. Fox, và Harry Connick, Jr. Câu chuyện nói về một nhóm người khác nhau trong sa mạc Nevada với phần còn lại người dân thế giới tham gia vào một cơ hội phản công cuối cùng vào ngày 4 tháng 7 - ngày Quốc khánh Hoa Kỳ.
Được chỉ đạo bởi đạo diễn người Đức Roland Emmerich, người đồng sáng tác kịch bản với nhà sản xuất Dean Devlin. Lúc ở Stargate, châu Âu, Emmerich đã đưa ra ý tưởng cho bộ phim khi Fielding một câu hỏi về niềm tin của mình vào sự tồn tại của sự sống ngoài Trái Đất. Ông và Devlin đã quyết định ý tưởng bộ phim về một cuộc tấn công quy mô lớn khi nhận thấy rằng người ngoài hành tinh trong hầu hết các bộ phim khác di chuyển xa trong không gian bên ngoài nhưng vẫn còn bí ẩn khi đến Trái Đất. Nhiếp ảnh gia chính cho bộ phim bắt đầu quay vào tháng 7 năm 1995 tại thành phố New York, và bộ phim được chính thức hoàn thành vào ngày 20 tháng 6 năm 1996. Bộ phim dự kiến khởi chiếu vào ngày 3 tháng 7 năm 1996, nhưng do sự mong đợi của nhiều người, một số rạp bắt đầu khởi chiếu vào tối ngày 2 tháng 7 năm 1996. Tổng doanh thu phòng vé từ cả trong nước và quốc tế là 816.969.268 $, tính đến nay, bộ phim có doanh thu xếp thứ 42 trong danh sách những phim có doanh thu cao nhất mọi thời đại và đi đầu trong các bộ phim nói về thảm họa - khoa học viễn tưởng cuối những năm 1990. Nó đã giành được giải Oscar cho bộ phim kĩ xảo hay nhất, và cũng được đề cử cho phim hay nhất về hiệu ứng âm thanh. Ngày khởi chiếu phần 2 của Independence Day là ngày 1 tháng 7 năm 2016.

## Nội dung
Vào ngày 2 tháng 7 năm 1996, một tàu mẹ khổng lồ của người ngoài hành tinh đến quỹ đạo Trái đất và triển khai nhiều đĩa, mỗi đĩa rộng 15 dặm (24 km) đảm nhiệm các vị trí trên các thành phố lớn của Trái đất.
Đại úy Thủy quân lục chiến Hoa Kỳ Steven Hiller được triển khai mặc dù đang nghỉ phép; bạn gái của anh, Jasmine Dubrow, lo lắng về người ngoài hành tinh, quyết định bỏ trốn khỏi Los Angeles cùng với con trai cô, Dylan. Tại thành phố New York , David Levinson, một kỹ thuật viên vệ tinh do MIT đào tạo, giải mã một tín hiệu được nhúng trong các đường truyền vệ tinh toàn cầu, nhận ra đó là đồng hồ đếm ngược của người ngoài hành tinh cho một cuộc tấn công phối hợp. Với sự giúp đỡ từ vợ cũ, Giám đốc Truyền thông Nhà Trắng Constance Spano, David và cha Julius đã có quyền truy cập vào Phòng Bầu dục và cảnh báo cho Tổng thống Thomas Whitmore về mối đe dọa.
Whitmore ra lệnh sơ tán New York, Los Angeles và Washington, DC , nhưng đã quá muộn. Mỗi chiếc đĩa bắn ra một chùm tia hủy diệt duy nhất , gây ra một vụ nổ khổng lồ thiêu rụi thành phố được nhắm mục tiêu của mỗi chiếc đĩa, giết chết hàng triệu người. Whitmore, Levinsons và một số người khác trốn thoát trên Không lực Một khi Washington, New York, Los Angeles và các thành phố lớn khác trên thế giới bị phá hủy ngay lập tức. Jasmine, Dylan và con chó Boomer của họ trú ẩn trong một hốc tường kiểm tra của đường hầm, nổi lên sau khi sự phá hủy kết thúc.
Vào ngày 3 tháng 7, các cuộc phản công chống lại những kẻ xâm lược ngoài hành tinh bắt đầu, nhưng các con tàu của họ được che chắn bởi các trường lực . Mỗi đĩa phóng ra một bầy máy bay chiến đấu với lá chắn riêng của chúng, chúng sẽ tiêu diệt các phi đội máy bay chiến đấu của con người và các căn cứ quân sự. Hiller, một trong những thủ lĩnh phi đội của nhiệm vụ, sống sót bằng cách dụ kẻ tấn công vào không gian kín của Grand Canyon trước khi phóng ra khỏi máy bay của hắn, khiến máy bay chiến đấu của đối phương rơi xuống sa mạc Mojave . Anh ta khuất phục người ngoài hành tinh bị bắn rơi và hạ cờ một đoàn người tị nạn, vận chuyển người ngoài hành tinh bất tỉnh đến Khu vực 51 , nơi nhóm của Whitmore đã hạ cánh.
Bộ trưởng Quốc phòng Albert Nimzicki tiết lộ rằng một phe trong chính phủ đã tham gia vào một âm mưu UFO kể từ năm 1947, khi một trong những máy bay chiến đấu tấn công của quân xâm lược bị rơi ở Roswell . Khu vực 51 là nơi lưu giữ con tàu hiện đã được tân trang lại và ba xác chết người ngoài hành tinh được trục vớt sau vụ tai nạn. Khi nhà khoa học chính, Tiến sĩ Brackish Okun kiểm tra người ngoài hành tinh bị Steven bắt giữ, nó thức tỉnh, ngoại cảm xâm nhập tâm trí Okun, giết những người khác và phát động một cuộc tấn công tâm linh chống lại Whitmore. Sau mật vụ, các đặc vụ và nhân viên quân sự giết người ngoài hành tinh, Whitmore tiết lộ những gì anh học được khi họ liên kết với nhau: những kẻ xâm lược có kế hoạch xóa sổ các nền văn minh và tước đoạt tài nguyên thiên nhiên của Trái đất như chúng đã làm với nhiều hành tinh khác trước chúng.
Whitmore miễn cưỡng cho phép tấn công hạt nhân nhằm vào một chiếc đĩa nằm phía trên Houston , như một cuộc thử nghiệm, nhưng chiếc đĩa vẫn sống sót. Jasmine và Dylan, đã chỉ huy một chiếc xe cứu hỏa, giải cứu những người sống sót khác, bao gồm cả Đệ nhất phu nhân Marilyn Whitmore bị thương nặng. Mặc dù sau đó họ được Hiller tìm thấy và đưa đến Khu vực 51, Marilyn đã chết ngay sau khi đoàn tụ với gia đình.
Vào ngày 4 tháng 7 , lấy cảm hứng từ cha mình, David Levinson đã viết ra một loại virus máy tính có thể phá vỡ hệ điều hành 'lá chắn' của người ngoài hành tinh và lên kế hoạch đưa nó vào vai trò người mẹ từ chiếc máy bay chiến đấu người ngoài hành tinh đã được tân trang lại mà Hiller tình nguyện lái. Quân đội Hoa Kỳ liên lạc với các phi đội dù còn sống sót của các quốc gia khác nhau trên khắp thế giới thông qua mã Morse để tổ chức một cuộc phản công thống nhất chống lại người ngoài hành tinh. Với nhân lực quân sự thiếu hụt phi công, Whitmore và Tướng William Grey tranh thủ sự giúp đỡ của các tình nguyện viên có kinh nghiệm bay, bao gồm cả phi công chiến đấu đã nghỉ hưu Russell Casse, để bay các máy bay phản lực còn lại tại Khu vực 51; Whitmore dẫn đầu một cuộc tấn công vào một chiếc đĩa nằm dưới đế trong khi Gray giám sát nó.
Hiller kết hôn với Jasmine với sự tham dự của David và Constance trước khi Hiller và Levinson lên đường thực hiện nhiệm vụ. Vào tàu mẹ, họ tải virus lên và triển khai tên lửa hạt nhân trên tàu, vô hiệu hóa hệ thống liên lạc của người ngoài hành tinh và quân tiếp viện sau khi con tàu bị phá hủy. Khi lá chắn của người ngoài hành tinh ngừng hoạt động, phi đội của Whitmore có thể chiến đấu với máy bay chiến đấu của kẻ thù, nhưng đạn dược của họ đã cạn kiệt trước khi có thể phá hủy chiếc đĩa. Khi chiếc đĩa chuẩn bị khai hỏa vào căn cứ, Russell có một quả tên lửa cuối cùng, nhưng không thể bắn do trục trặc bệ phóng; anh ta hy sinh bản thân bằng cách đâm máy bay phản lực của mình với tên lửa vào vũ khí của chiếc đĩa khi nó đang lao vào khai hỏa, phá hủy phi thuyền. Lực lượng quân sự của con người trên toàn thế giới được thông báo về điểm yếu quan trọng của tàu ngoài hành tinh và tiêu diệt những con khác.